# Abortar en Londres
Abortar en Londres es una película española de 1977 dirigida por Gil Carretero y protagonizada por Consuelo Ferrara, Pedro Mari Sánchez, Sandra Mozarowsky, Lola Herrera, Vicky Lagos, Virginia Mataix, Paloma Pagés, Celia Torres y Susana Mayo.

## Argumento
Tiene como historia la de una joven violada ante su novio y, poco después, ella descubre que está embarazada. Por vivir en un país en el que (para la época) el aborto era ilegal, viaja a Londres y allí conoce a otras tres mujeres con su mismo problema.